# Ronde van Spanje 2022/Startlijst
Deze pagina bevat de startlijst van de 77e Ronde van Spanje die op vrijdag 19 augustus 2022 van start ging in Utrecht. In totaal deden er 23 ploegen mee aan de rittenkoers die op zondag 11 september eindigde in Madrid. Iedere ploeg ging met acht renners van start, wat het totaal aantal deelnemers op 184 bracht.

## Overzicht

### Team Jumbo-Visma
| rugnummer | renner         | prestaties deze ronde                  | opmerkingen                   | eindklassering |
| --------- | -------------- | -------------------------------------- | ----------------------------- | -------------- |
| 1         | Primož Roglič  | Winnaar: 4e etappe                     | Niet gestart in de 17e etappe | DNF            |
| 2         | Edoardo Affini | 3e etappe                              | Niet gestart in de 10e etappe | DNF            |
| 3         | Rohan Dennis   |                                        |                               |                |
| 4         | Robert Gesink  | 1e etappe                              |                               |                |
| 5         | Chris Harper   |                                        |                               |                |
| 6         | Sepp Kuss      |                                        | Niet gestart in de 9e etappe  | DNF            |
| 7         | Sam Oomen      |                                        |                               |                |
| 8         | Mike Teunissen | 2e etappe                              |                               |                |
|           | Team           | Winnaar: 1e etappe 1e, 2e en 3e etappe |                               |                |

### AG2R-Citroën
| rugnummer | renner              | prestaties deze ronde | opmerkingen                  | eindklassering |
| --------- | ------------------- | --------------------- | ---------------------------- | -------------- |
| 11        | Ben O'Connor        |                       |                              |                |
| 12        | Clément Champoussin |                       |                              |                |
| 13        | Jaakko Hänninen     |                       | Niet gestart in de 7e etappe | DNF            |
| 14        | Bob Jungels         |                       |                              |                |
| 15        | Nans Peters         |                       |                              |                |
| 16        | Nicolas Prodhomme   |                       |                              |                |
| 17        | Antoine Raugel      |                       |                              |                |
| 18        | Andrea Vendrame     |                       | Niet gestart in de 7e etappe | DNF            |
|           | Team                |                       |                              |                |

### Astana Qazaqstan
| rugnummer | renner              | prestaties deze ronde | opmerkingen                   | eindklassering |
| --------- | ------------------- | --------------------- | ----------------------------- | -------------- |
| 21        | Miguel Ángel López  |                       |                               |                |
| 22        | Samuele Battistella | 12e etappe            | Niet gestart in de 18e etappe | DNF            |
| 23        | David de la Cruz    |                       |                               |                |
| 24        | Yevgeniy Fedorov    |                       |                               |                |
| 25        | Alexey Lutsenko     |                       |                               |                |
| 26        | Vincenzo Nibali     |                       |                               |                |
| 27        | Vadïm Pronskïy      |                       |                               |                |
| 28        | Harold Tejada       |                       |                               |                |
|           | Team                |                       |                               |                |

### Bahrain-Victorious
| rugnummer | renner            | prestaties deze ronde | opmerkingen                   | eindklassering |
| --------- | ----------------- | --------------------- | ----------------------------- | -------------- |
| 31        | Mikel Landa       | 8e etappe             |                               |                |
| 32        | Santiago Buitrago |                       | Niet gestart in de 12e etappe | DNF            |
| 33        | Gino Mäder        |                       |                               |                |
| 34        | Wout Poels        |                       | Niet gestart in de 9e etappe  | DNF            |
| 35        | Luis León Sánchez | 14e etappe            |                               |                |
| 36        | Jasha Sütterlin   |                       |                               |                |
| 37        | Fred Wright       | 5e etappe             |                               |                |
| 38        | Edoardo Zambanini |                       |                               |                |
|           | Team              | 7e etappe             |                               |                |

### BORA-hansgrohe
| rugnummer | renner           | prestaties deze ronde                                    | opmerkingen                  | eindklassering |
| --------- | ---------------- | -------------------------------------------------------- | ---------------------------- | -------------- |
| 41        | Sam Bennett      | Winnaar: 2e en 3e etappe 2e, 3e, 4e, 5e, 6e en 7e etappe | Niet getart in de 10e etappe | DNF            |
| 42        | Matteo Fabbro    |                                                          |                              |                |
| 43        | Sergio Higuita   |                                                          |                              |                |
| 44        | Jai Hindley      |                                                          |                              |                |
| 45        | Wilco Kelderman  |                                                          |                              |                |
| 46        | Jonas Koch       |                                                          |                              |                |
| 47        | Ryan Mullen      |                                                          |                              |                |
| 48        | Danny van Poppel |                                                          |                              |                |
|           | Team             |                                                          |                              |                |

### Cofidis
| rugnummer | renner          | prestaties deze ronde | opmerkingen                   | eindklassering |
| --------- | --------------- | --------------------- | ----------------------------- | -------------- |
| 51        | Jesús Herrada   | Winnaar: 7e etappe    |                               |                |
| 52        | Bryan Coquard   |                       | Niet gestart in de 17e etappe | DNF            |
| 53        | Davide Cimolai  |                       |                               |                |
| 54        | Thomas Champion |                       |                               |                |
| 55        | Rubén Fernández |                       |                               |                |
| 56        | José Herrada    |                       | Niet getart in de 10e etappe  | DNF            |
| 57        | Rémy Rochas     |                       | Opgave tijdens de 7e etappe   | DNF            |
| 58        | Davide Villella |                       |                               |                |
|           | Team            |                       |                               |                |

### EF Education-EasyPost
| rugnummer | renner              | prestaties deze ronde | opmerkingen                   | eindklassering |
| --------- | ------------------- | --------------------- | ----------------------------- | -------------- |
| 61        | Rigoberto Urán      |                       |                               |                |
| 62        | Jonathan Caicedo    |                       |                               |                |
| 63        | Hugh Carthy         |                       |                               |                |
| 64        | Esteban Chaves      |                       | Niet gestart in de 16e etappe | DNF            |
| 65        | Merhawi Kudus       |                       |                               |                |
| 66        | Mark Padun          | 7e etappe             |                               |                |
| 67        | James Shaw          |                       |                               |                |
| 68        | Julius van den Berg | 2e en 3e etappe       |                               |                |
|           | Team                |                       |                               |                |

### Groupama-FDJ
| rugnummer | renner                | prestaties deze ronde | opmerkingen                   | eindklassering |
| --------- | --------------------- | --------------------- | ----------------------------- | -------------- |
| 71        | Thibaut Pinot         |                       |                               |                |
| 72        | Bruno Armirail        |                       | Niet gestart in de 18e etappe | DNF            |
| 73        | Fabian Lienhard       |                       |                               |                |
| 74        | Rudy Molard           | 5e etappe             |                               |                |
| 75        | Quentin Pacher        |                       | Opgave tijdens de 18e etappe  | DNF            |
| 76        | Sébastien Reichenbach |                       |                               |                |
| 77        | Miles Scotson         |                       |                               |                |
| 78        | Jake Stewart          |                       | Niet gestart in de 8e etappe  | DNF            |
|           | Team                  | 5e etappe             |                               |                |

### INEOS Grenadiers
| rugnummer | renner             | prestaties deze ronde      | opmerkingen                   | eindklassering |
| --------- | ------------------ | -------------------------- | ----------------------------- | -------------- |
| 81        | Richard Carapaz    | Winnaar: 12e en 14e etappe |                               |                |
| 82        | Dylan van Baarle   |                            |                               |                |
| 83        | Tao Geoghegan Hart |                            |                               |                |
| 84        | Ethan Hayter       | 1e, 2e, 3e en 4e etappe    | Niet getart in de 10e etappe  | DNF            |
| 85        | Luke Plapp         |                            |                               |                |
| 86        | Carlos Rodríguez   |                            |                               |                |
| 87        | Pavel Sivakov      |                            | Niet gestart in de 11e etappe | DNF            |
| 88        | Ben Turner         |                            |                               |                |
|           | Team               | 4e, 10e en 11e etappe      |                               |                |

### Intermarché-Wanty-Gobert Matériaux
| rugnummer | renner             | prestaties deze ronde | opmerkingen                   | eindklassering |
| --------- | ------------------ | --------------------- | ----------------------------- | -------------- |
| 91        | Jan Bakelants      |                       |                               |                |
| 92        | Jan Hirt           |                       | Niet gestart in de 6e etappe  | DNF            |
| 93        | Julius Johansen    |                       |                               |                |
| 94        | Louis Meintjes     | Winnaar: 9e etappe    |                               |                |
| 95        | Domenico Pozzovivo |                       | Opgave tijdens de 15e etappe  | DNF            |
| 96        | Rein Taaramäe      |                       | Opgave tijdens de 17e etappe  | DNF            |
| 97        | Gerben Thijssen    |                       | Opgave tijdens de 9e etappe   | DNF            |
| 98        | Boy van Poppel     |                       | Niet gestart in de 12e etappe | DNF            |
|           | Team               |                       |                               |                |

### Israel-Premier Tech
| rugnummer | renner               | prestaties deze ronde | opmerkingen                 | eindklassering |
| --------- | -------------------- | --------------------- | --------------------------- | -------------- |
| 101       | Michael Woods        |                       | Opgave tijdens de 3e etappe | DNF            |
| 102       | Patrick Bevin        |                       |                             |                |
| 103       | Alessandro De Marchi | 4e etappe             |                             |                |
| 104       | Itamar Einhorn       |                       | Opgave tijdens de 8e etappe | DNF            |
| 105       | Chris Froome         |                       |                             |                |
| 106       | Omer Goldstein       |                       |                             |                |
| 107       | Carl Fredrik Hagen   |                       |                             |                |
| 108       | Daryl Impey          |                       |                             |                |
|           | Team                 |                       |                             |                |

### Lotto Soudal
| rugnummer | renner          | prestaties deze ronde | opmerkingen                   | eindklassering |
| --------- | --------------- | --------------------- | ----------------------------- | -------------- |
| 111       | Thomas De Gendt |                       |                               |                |
| 112       | Cédric Beullens |                       |                               |                |
| 113       | Filippo Conca   |                       | Niet gestart in de 17e etappe | DNF            |
| 114       | Steff Cras      |                       | Opgave tijdens de 2e etappe   | DNF            |
| 115       | Jarrad Drizners |                       | Niet getart in de 10e etappe  | DNF            |
| 116       | Kamil Małecki   |                       |                               |                |
| 117       | Harry Sweeny    |                       | Niet getart in de 10e etappe  | DNF            |
| 118       | Maxim Van Gils  |                       | Niet gestart in de 16e etappe | DNF            |
|           | Team            |                       |                               |                |

### Movistar Team
| rugnummer | renner             | prestaties deze ronde | opmerkingen                  | eindklassering |
| --------- | ------------------ | --------------------- | ---------------------------- | -------------- |
| 121       | Alejandro Valverde |                       |                              |                |
| 122       | Mathias Norsgaard  |                       | Niet getart in de 10e etappe | DNF            |
| 123       | Lluís Mas          |                       |                              |                |
| 124       | Enric Mas          |                       |                              |                |
| 125       | Gregor Mühlberger  |                       |                              |                |
| 126       | Nelson Oliveira    |                       |                              |                |
| 127       | José Joaquín Rojas |                       |                              |                |
| 128       | Carlos Verona      |                       |                              |                |
|           | Team               |                       |                              |                |

### Quick Step-Alpha Vinyl
| rugnummer | renner             | prestaties deze ronde                                                                                       | opmerkingen                  | eindklassering |
| --------- | ------------------ | --- | ---------------------------- | -------------- |
| 131       | Julian Alaphilippe | | Opgave tijdens de 11e etappe | DNF            |
| 132       | Rémi Cavagna       | |                              |                |
| 133       | Dries Devenyns     | |                              |                |
| 134       | Remco Evenepoel    | 6e, 7e, 8e, 9e, 10e, 11e, 12e, 13e, 14e en 15e etappe 6e, 7e, 8e, 9e, 10e, 11e, 12e, 13e, 14e en 15e etappe |                              |                |
| 135       | Fausto Masnada     | |                              |                |
| 136       | Pieter Serry       | | Niet gestart in de 9e etappe | DNF            |
| 137       | Ilan Van Wilder    | |                              |                |
| 138       | Louis Vervaeke     | |                              |                |
|           | Team               | |                              |                |

### Team BikeExchange Jayco
| rugnummer | renner          | prestaties deze ronde | opmerkingen                   | eindklassering |
| --------- | --------------- | --------------------- | ----------------------------- | -------------- |
| 141       | Simon Yates     |                       | Niet gestart in de 11e etappe | DNF            |
| 142       | Lawson Craddock | 15e etappe            |                               |                |
| 143       | Luke Durbridge  |                       |                               |                |
| 144       | Kaden Groves    |                       |                               |                |
| 145       | Lucas Hamilton  |                       |                               |                |
| 146       | Michael Hepburn |                       |                               |                |
| 147       | Kelland O'Brien |                       | Opgave tijdens de 14e etappe  | DNF            |
| 148       | Callum Scotson  |                       | Niet gestart in de 12e etappe | DNF            |
|           | Team            |                       |                               |                |

### Team DSM
| rugnummer | renner                  | prestaties deze ronde | opmerkingen                  | eindklassering |
| --------- | ----------------------- | --------------------- | ---------------------------- | -------------- |
| 151       | Thymen Arensman         | Winnaar: 15e etappe   |                              |                |
| 152       | Nikias Arndt            |                       | Niet gestart in de 8e etappe | DNF            |
| 153       | Marco Brenner           |                       |                              |                |
| 154       | John Degenkolb          |                       |                              |                |
| 155       | Mark Donovan            |                       | Niet gestart in de 8e etappe | DNF            |
| 156       | Jonas Iversby Hvideberg |                       |                              |                |
| 157       | Joris Nieuwenhuis       |                       |                              |                |
| 158       | Henri Vandenabeele      |                       | Opgave tijdens de 9e etappe  | DNF            |
|           | Team                    |                       |                              |                |

### Trek-Segafredo
| rugnummer | renner           | prestaties deze ronde                         | opmerkingen                  | eindklassering |
| --------- | ---------------- | --------------------------------------------- | ---------------------------- | -------------- |
| 161       | Julien Bernard   |                                               |                              |                |
| 162       | Dario Cataldo    |                                               |                              |                |
| 163       | Kenny Elissonde  |                                               |                              |                |
| 164       | Daan Hoole       |                                               | Niet gestart in de 5e etappe | DNF            |
| 165       | Alex Kirsch      |                                               |                              |                |
| 166       | Juan Pedro López |                                               |                              |                |
| 167       | Mads Pedersen    | 8e, 9e, 10e, 11e, 12e, 13e, 14e en 15e etappe |                              |                |
| 168       | Antonio Tiberi   |                                               |                              |                |
|           | Team             |                                               |                              |                |

### UAE Team Emirates
| rugnummer | renner           | prestaties deze ronde                   | opmerkingen | eindklassering |
| --------- | ---------------- | --------------------------------------- | ----------- | -------------- |
| 171       | Marc Soler       | Winnaar: 5e etappe                      |             |                |
| 172       | Pascal Ackermann |                                         |             |                |
| 173       | Ivo Oliveira     |                                         |             |                |
| 174       | Juan Ayuso       |                                         |             |                |
| 175       | João Almeida     |                                         |             |                |
| 176       | Brandon McNulty  |                                         |             |                |
| 177       | Sebastián Molano |                                         |             |                |
| 178       | Jan Polanc       |                                         |             |                |
|           | Team             | 6e, 8e, 9e, 12e, 13e, 14e en 15e etappe |             |                |

### Alpecin-Deceuninck
| rugnummer | renner            | prestaties deze ronde                                                | opmerkingen                  | eindklassering |
| --------- | ----------------- | -------------------------------------------------------------------- | ---------------------------- | -------------- |
| 181       | Tim Merlier       |                                                                      |                              |                |
| 182       | Floris De Tier    |                                                                      | Niet getart in de 10e etappe | DNF            |
| 183       | Jimmy Janssens    |                                                                      |                              |                |
| 184       | Xandro Meurisse   |                                                                      |                              |                |
| 185       | Robert Stannard   |                                                                      |                              |                |
| 186       | Lionel Taminiaux  |                                                                      |                              |                |
| 187       | Gianni Vermeersch |                                                                      |                              |                |
| 188       | Jay Vine          | Winnaar: 6e, 8e etappe 8e, 9e, 10e, 11e, 12e, 13e, 14e en 15e etappe | Opgave tijdens de 18e etappe | DNF            |
|           | Team              |                                                                      |                              |                |

### Burgos-BH
| rugnummer | renner             | prestaties deze ronde | opmerkingen                    | eindklassering |
| --------- | ------------------ | --------------------- | ------------------------------ | -------------- |
| 191       | Jetse Bol          | 2e etappe             |                                |                |
| 192       | Óscar Cabedo       |                       |                                |                |
| 193       | José Manuel Díaz   | 9e etappe             |                                |                |
| 194       | Jesús Ezquerra     |                       |                                |                |
| 195       | Victor Langellotti | 5e, 6e en 7e etappe   | Opgave tijden de 8e etappe     | DNF            |
| 196       | Daniel Navarro     |                       |                                |                |
| 197       | Ander Okamika      |                       |                                |                |
| 198       | Manuel Peñalver    |                       | Niet gestart voor de 1e etappe | DNS            |
|           | Team               |                       |                                |                |

### Equipo Kern Pharma
| rugnummer | renner             | prestaties deze ronde | opmerkingen                   | eindklassering |
| --------- | ------------------ | --------------------- | ----------------------------- | -------------- |
| 201       | Roger Adrià        |                       | Niet gestart in de 11e etappe | DNF            |
| 202       | Urko Berrade       |                       |                               |                |
| 203       | Héctor Carretero   |                       | Niet gestart in de 11e etappe | DNF            |
| 204       | Francisco Galván   |                       |                               |                |
| 205       | Raúl García Pierna |                       |                               |                |
| 206       | Pau Miquel         | 3e etappe             | Niet gestart in de 11e etappe | DNF            |
| 207       | José Félix Parra   |                       |                               |                |
| 208       | Vojtěch Řepa       |                       |                               |                |
|           | Team               |                       |                               |                |

### Euskaltel-Euskadi
| rugnummer | renner          | prestaties deze ronde | opmerkingen | eindklassering |
| --------- | --------------- | --------------------- | ----------- | -------------- |
| 211       | Mikel Bizkarra  |                       |             |                |
| 212       | Xabier Azparren |                       |             |                |
| 213       | Ibai Azurmendi  |                       |             |                |
| 214       | Joan Bou        | 4e etappe 13e etappe  |             |                |
| 215       | Carlos Canal    |                       |             |                |
| 216       | Mikel Iturria   |                       |             |                |
| 217       | Gotzon Martín   |                       |             |                |
| 218       | Luis Ángel Maté |                       |             |                |
|           | Team            |                       |             |                |

### Arkéa Samsic
| rugnummer | renner             | prestaties deze ronde | opmerkingen                  | eindklassering |
| --------- | ------------------ | --------------------- | ---------------------------- | -------------- |
| 221       | Élie Gesbert       |                       |                              |                |
| 222       | Anthony Delaplace  |                       | Niet gestart in de 8e etappe | DNF            |
| 223       | Thibault Guernalec |                       | Opgave tijdens de 13e etappe | DNF            |
| 224       | Simon Guglielmi    |                       |                              |                |
| 225       | Daniel McLay       |                       |                              |                |
| 226       | Łukasz Owsian      |                       |                              |                |
| 227       | Clément Russo      |                       |                              |                |
|           | Team               |                       |                              |                |

## Deelnemers per land
| Deelnemers | Land                                                                                   |
| ---------- | -------------------------------------------------------------------------------------- |
| 36         | Spanje                                                                                 |
| 21         | Frankrijk                                                                              |
| 18         | België                                                                                 |
| 16         | Australië                                                                              |
| 14         | Italië                                                                                 |
| 13         | Nederland                                                                              |
| 11         | Verenigd Koninkrijk                                                                    |
| 7          | Colombia                                                                               |
| 6          | Duitsland                                                                              |
| 3          | Denemarken, Kazachstan, Portugal, Verenigde Staten, Zwitserland                        |
| 2          | Ecuador, Ierland, Israël, Luxemburg, Noorwegen, Polen, Slovenië, Tsjechië, Zuid-Afrika |
| 1          | Canada, Estland, Eritrea, Monaco, Nieuw-Zeeland, Oekraïne, Oostenrijk                  |

1e etappe ·
2e etappe ·
3e etappe ·
4e etappe ·
5e etappe ·
6e etappe ·
7e etappe ·
8e etappe ·
9e etappe ·
10e etappe ·
11e etappe ·
12e etappe ·
13e etappe ·
14e etappe ·
15e etappe ·
16e etappe ·
17e etappe ·
18e etappe ·
19e etappe ·
20e etappe ·
21e etappe
Startlijst · Eindstanden · Afbeeldingen